# Tina Louise
Pour les articles homonymes, voir Louise.
Tina Louise est une actrice américaine, née le 11 février 1934 à New York.

## Biographie

### Jeunesse et formation
Tatiana « Tina » Josivovna Chernova Blacker est née à New York. Elle a été élevée par sa mère, Betty Corne Myers (1916-2011), mannequin de mode. Son père, Joseph Blacker, était propriétaire d'un magasin de bonbons à Brooklyn et plus tard comptable chez Ward Morehouse. Elle a fréquenté l'université Miami à Oxford dans l'Ohio. À l'âge de 17 ans, Louise a commencé à étudier le chant et la danse.

### Carrière
Elle commence sa carrière comme mannequin. Elle est apparue sur la couverture de plusieurs magazines de pin-ups, comme Adam, Sir !, L'Homme moderne et dans Playboy (mai 1958, avril 1959). Elle fait ses débuts d'actrice en 1952 dans la revue musicale Two's Company, qui lui ouvrit les portes d'autres productions de Broadway, comme Almanac de John Murray Anderson, The Fifth Season, et Will Success Spoil Rock Hunter ? Elle est également apparue dans des séries télévisées comme Studio One ou Appointment with Adventure (en).

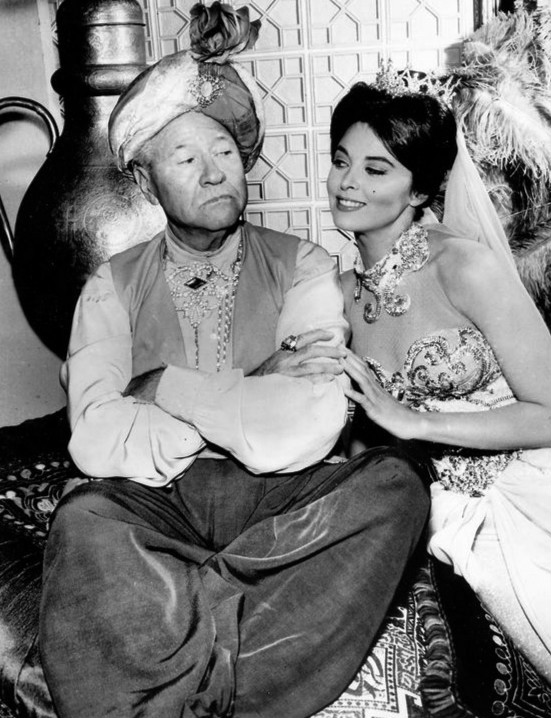
Jack Oakie et Tina Louise dans la série télévisée Le Gant de velours en 1961.

En 1957, elle est la partenaire de Julie Newmar dans la comédie musicale Li'l Abner. Son album Il est temps pour Tina (It's time for Tina) a également été publié cette année-là, avec des chansons comme Embraceable You et I'm in the Mood for Love.
Louise fait ses débuts à Hollywood au cinéma en 1958 dans Le Petit Arpent du bon Dieu. Cette même année, le National Art Council la nomme « Rousse la plus belle du monde ». Elle joue souvent des rôles sombres très différents des photos glamour de pin-up de Playboy, pour lesquelles elle était devenue célèbre dans les années 1950. Elle a refusé des rôles dans Li'l Abner et Opération Jupons en tenant des rôles à Broadway et dans le cinéma italien et à Hollywood. Parmi ses films italiens, l'épopée historique Viva l'Italia (1960), réalisée par Roberto Rossellini. Quand Louise est retournée aux États-Unis, elle a commencé à étudier avec Lee Strasberg à l'Actors Studio.
En 1964, elle quitte la comédie musicale de Broadway Fade Out: Fade In qui dépeint la vie de la star de cinéma fictive Ginger Grant.
Louise a continué à travailler dans le cinéma et fait des apparitions dans de nombreuses séries télévisées. Elle est apparue dans la parodie Matt Helm règle son comte (The Wrecking Crew) en 1969 avec Dean Martin. Louise a joué une femme au foyer de banlieue vouée à l'échec dans Les Femmes de Stepford (1975) ; le film et sa performance ont été bien accueillis.
Elle fait une apparition dans un rôle d'héroïnomane en 1974 dans un épisode de Kojak, ainsi qu'un rôle en covedette comme gardienne de prison en 1976 sur la ABC Cauchemar à Badham. Elle tourne d'autres films pour la télévision comme Qu'est-il arrivé au bébé de Rosemary ? (1976), SST: Death Flight (1977), Friendships, Secrets and Lies (1979) et dans Dallas, au cours de la période 1978-1979 en tant que Julie Grey, un personnage semi-régulier, qui finit par être tué à l'écran.
Tina Louise a fait de brèves apparition dans des talk-shows et quelques promos dans des émissions comme Good Morning America (1982), The Late Show (1988) et l'édition 2004 Land Award show avec les autres membres du casting de Gilligan's Island. Dans les années 1990, elle a retrouvé Bob Denver, Dawn Wells et Russell Johnson dans un épisode de Roseanne.
En 1985, Louise a joué dans Rituels. Plus tard elle tourne sous la direction de Robert Altman dans la comédie Vous avez dit dingues ? (1987) ainsi que dans le film satirique Johnny Suede (1992) avec Brad Pitt. Elle est apparue dans la série télévisée américaine Mariés, deux enfants dans le rôle de Miss Beck dans l'épisode "Kelly Bounces Back" (1990).

### Vie privée
De 1966 à 1974, Louise a été mariée à l'animateur télé Les Crane, avec qui elle a une fille, Caprice Crane (née en 1970), qui est devenue productrice de MTV et romancière.

## Filmographie

### Cinéma
- 1958 : Le Petit Arpent du bon Dieu (God's Little Acre) d'Anthony Mann : Griselda Walden
- 1959 : Dans la souricière (The Trap) de Norman Panama : Linda Anderson
- 1959 : Le Bourreau du Nevada (The Hangman) de Michael Curtiz : Selah Jennison
- 1959 : La Chevauchée des bannis (Day of the Outlaw) d'André de Toth : Helen Crane
- 1960 : Sapho, Vénus de Lesbos (Saffo, Venere di Lesbo) : Sappho
- 1960 : Le Siège de Syracuse (L'Assedio di Siracusa) de Pietro Francisci : Diana / Artemide / Lucrezia
- 1961 : Viva l'Italia de Roberto Rossellini : Une journaliste française
- 1961 : L'Espionne des Ardennes (Armored Command) de Byron Haskin : Alexandra Bastegar
- 1964 : For Those Who Think Young : Topaz McQueen
- 1967 : Le Nez qui siffle (Il fischio al naso) d'Ugo Tognazzi : Dr Immer Mehr
- 1968 : Matt Helm règle son compte (The Wrecking Crew) de Phil Karlson : Lola Medina
- 1969 : How to Commit Marriage : Laverne Baker
- 1969 : Un homme fait la loi (The Good Guys and the Bad Guys) : Mrs. Carmel Flannagan
- 1969 : The Happy Ending : Helen Bricker
- 1975 : Les Femmes de Stepford : Charmaine Wimperis
- 1977 : Hamburger film sandwich (The Kentucky Fried Movie) : La femme dans Feel-O-Rama Movie (segment "Feel-O-Rama") (Voix)
- 1978 : Purgatoire (Mean Dog Blues) de Mel Stuart : Donna Lacey
- 1984 : Canicule d'Yves Boisset : Noémie Blue
- 1984 : Hell Riders : Claire Delaney
- 1985 : Evils of the Night : Cora
- 1987 : The Pool : Miloha
- 1987 : Vous avez dit dingues ? (O.C. and Stiggs) de Robert Altman : Florence Beaugereaux
- 1988 : Dixie Lanes : Violet Hunter
- 1991 : Johnny Suede : Mrs. Fontaine
- 1997 : Bienvenue à Woop Woop (Welcome to Woop Woop) de Stephan Elliott : Bella
- 2000 : Little Pieces
- 2000 : Growing Down in Brooklyn : Mrs. Pip
- 2004 : West from North Goes South : Celeste Clark

### Télévision

#### Téléfilms
- 1970 : Bu I Don't Want to Get Married! : Miss Spencer
- 1973 : Call to Danger (en) : April Tierney
- 1975 : Death Scream : Hilda Murray
- 1976 : Don't Call Us : Tolanda Gelman
- 1976 : Qu'est-il arrivé au bébé de Rosemary ? (Look What's Happened to Rosemary's Baby ?) : Marjean Dorn
- 1976 : Cauchemar au pénitencier (en) (Nightmare in Badham County) : Greer
- 1977 : SST: Death Flight : Mae
- 1979 : Friendships, Secrets and Lies : Joan Holmes
- 1980 : The Day the Women Got Even : Mary Jo Alfieri
- 1981 : Hymne à l'amour (Advice to the Lovelorn) : Diane Marsh

#### Séries télévisées
- 1955 : Jan Murray Time (série télévisée) : Une chanteuse
- 1956 : Studio One (série télévisée) : Dolores
- 1957 : The Phil Silvers Show (série télévisée) : Gina
- 1957 : Climax! (série télévisée) : Maxene Sumner
- 1961 : Tales of Wells Fargo (série télévisée) : Helene Montclair
- 1961 : Le Gant de velours (The New Breed) (série télévisée) : Stella Knowland
- 1962 : Échec et Mat (Checkmate) (série télévisée) : Jo Ann Dunn
- 1963 : Route 66 (série télévisée) : Robin
- 1963 : L'Homme à la Rolls (Burke's Law) (série télévisée) : Bonnie Belle Tate
- 1964 : Mr. Broadway (série télévisée) : La fille
- 1964 : Haute Tension (Kraft Suspense Theatre) (série télévisée) : Angie Powell
- 1964 - 1967 : L'Île aux naufragés (Gilligan's Island) (série télévisée) : Eva Grubb / Ginger Grant
- 1966 : The Red Skelton Show (série télévisée) : Daisy June
- 1967 : Bonanza (série télévisée) : Mary Burns
- 1968 : Opération vol (It Takes a Thief) (série télévisée) : Anna Martine
- 1970 : L'Homme de fer (Ironside) (série télévisée) : Candy
- 1973 : Mannix (série télévisée) : Linda Cole
- 1973 - 1974 : Police Story (série télévisée) : Anita / April
- 1974 : Kung Fu (série télévisée) : Carol Mercer
- 1974 : Kojak (série télévisée) : Audrey Norris
- 1974 : L'aventure est au bout de la route (Movin' On) (série télévisée) : Helen Trueblood
- 1975 : Cannon (série télévisée) : Nell Dexter
- 1976 : Docteur Marcus Welby (série télévisée) : Susan Dager
- 1978 - 1979 : Dallas (série télévisée) : Julie Grey
- 1979 : La croisière s'amuse (The Love Boat) (série télévisée) : Betty Bricker
- 1980 : L'Île fantastique (Fantasy Island) (série télévisée) : Lisa Corday
- 1980 : Chips (série télévisée) : Edie Marshall
- 1982 : Matt Houston (série télévisée) : Jessica Collier
- 1983 : K2000 (série télévisée) : Anne Tyler
- 1984 - 1985 : La Ligne de chance (Rituals) Série télévisée) : Taylor Chapin Field von Platen #1
- 1986 : Blacke's Magic (en) (série télévisée) : Lainie Warde
- 1986 : Santa Barbara (série télévisée) : Cassie Dunn
- 1986 : Simon et Simon (série télévisée) : Robin Price
- 1990 : Mariés, deux enfants (Married… with Children) (série télévisée) : Miss Beck
- 1991 : Monsters (série télévisée) : Une mystérieuse femme (Voix)
- 1994 : La Force du destin (All My Children) (série télévisée) : Tish Pridmore
- 1995 : Roseanne (série télévisée) : Roseanne
- 1999 : Los Angeles Heat (série télévisée) : Patricia Ludwigson